# Piazza Mino da Fiesole

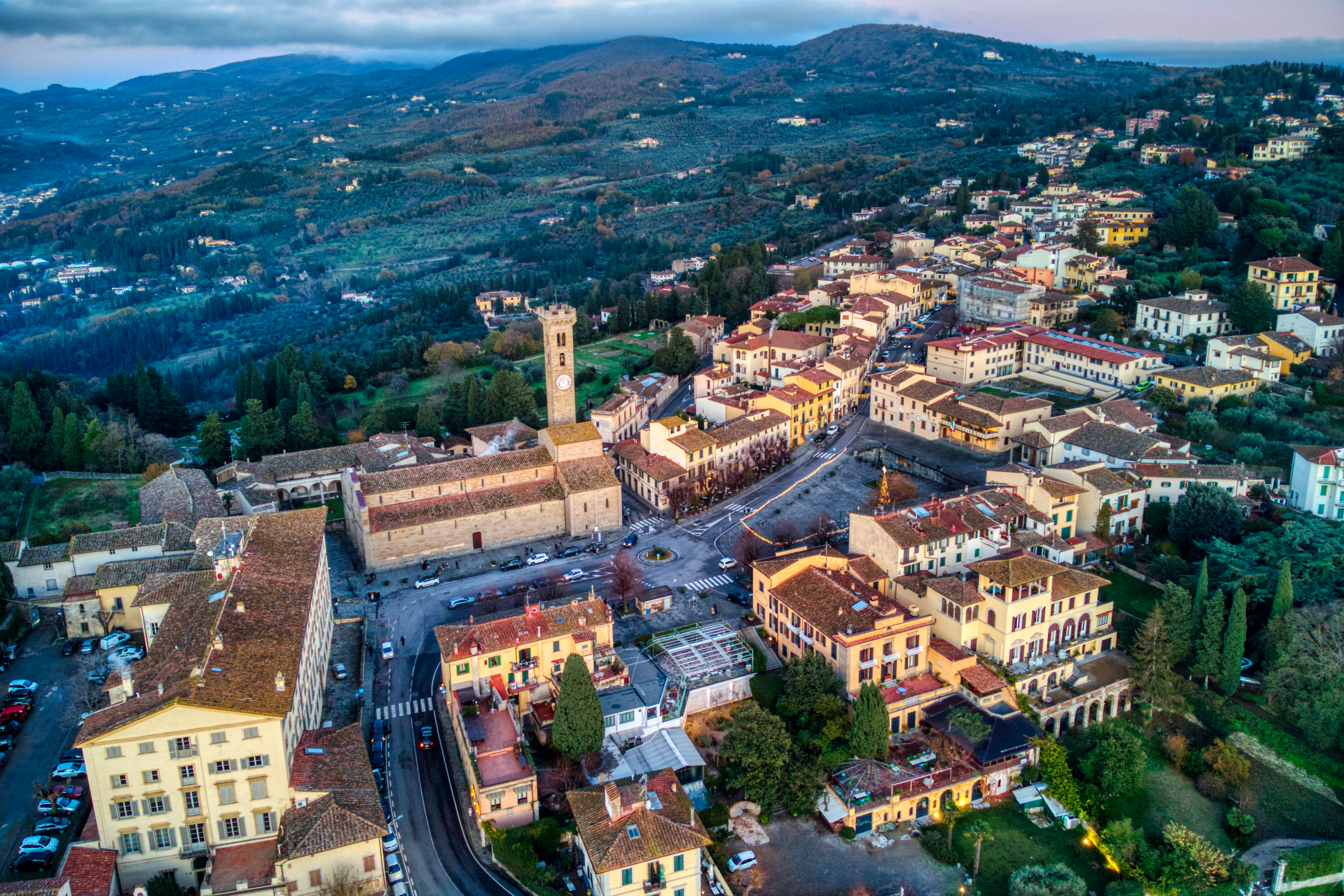
Piazza Mino da Fiesole

Piazza Mino da Fiesole è il centro di Fiesole.

## Descrizione
Situata nel Foro dell'antica Fesulae, ha una forma irregolare, a doppio trapezio, e vi si affacciano sia i simboli del potere religioso che temporale. La metà a ovest è infatti dominata dalla cattedrale, il Palazzo Vescovile e il Seminario, mentre la metà est, più alta, è dominata dal Palazzo Pretorio e dalla chiesa di Santa Maria Primerana, oltre che dal monumento all'Incontro di Teano, opera in bronzo di Oreste Calzolari (1906) che mostra Vittorio Emanuele II e Garibaldi a cavallo.